# Альянс за демократию в Мали
«Альянс за демократию в Мали — Панафриканская партия за свободу, солидарность и справедливость» (Alliance pour la Démocratie au Mali — Parti Pan-Africain pour la Liberté, la Solidarité et la Justice, ADEMA-PASJ) — левоцентристская политическая партия в Мали. Основанная в 1990 году для борьбы с диктатурой, находилась при власти в 1992-2002 и 2015-2017 годах. АДЕМА является полноправным членом Социалистического Интернационала. 

## История
25 октября 1990 года противники диктатуры Муссы Траоре объединились в коалицию АДЕМА. Хотя это зонтичное движение также привлекло немало сторонников без прежней политической принадлежности, в него вошли активисты следующих существовавших организаций, преимущественно левых:
- Суданский союз — Африканское демократическое объединение (L’Union soudanaise-Rassemblement Démocratique Africain, US-RDA) — партия бывшего президента Модибо Кейты, распущенная после переворота, но действовавшая в подполье;
- Малийская партия за революцию и демократию (Parti malien pour la révolution et la démocratie);
- Малийская партия труда (Parti malien du travail, PMT) — марксистско-ленинская организация ходжаистского толка;
- Малийский народно-демократический фронт (Front démocratique et populaire malien, FDPM), состоявший в основном из политических эмигрантов и ссыльных.

25 мая 1991 года, после того как режим Муссы Траоре был свергнут генералом Амаду Тумани Туре, ADEMA превратилась в официальную политическую партию и приняла название Альянс за демократию в Мали-Африканская партия солидарности и справедливости (ADEMA-Parti Africain pour la Solidarité et la Justice, ADEMA-PASJ).
В феврале-марте 1992 году ADEMA-PASJ победила на парламентских выборах, получив 76 из 116 мест в Национальном собрании Мали. Её кандидат в президенты Альфа Умар Конаре был избран президентом Республики. ADEMA-PASJ возглавляла правительстве на протяжении всего десятилетия, так как Конаре был переизбран в 1997 году после бойкота выборов со стороны оппозиции.
С концом второго срока Конаре ряды АДЕМА разделились по вопросу преемника президента: Ибрагим Бубакар Кейта покинул партию в октябре 2000 года, сформировав Объединение за Мали (Rassemblement pour le Mali, RPM), вышел и бывший премьер-министр Манде Сидибе, также намеревавшийся участвовать в президентской гонке.
Официальным кандидатом в президенты от ADEMA-PASJ стал Сумайла Сиссе, набравший 22,7 % голосов в первом туре президентских выборов 28 апреля 2002 года и с 35,7 % голосов побеждённый Амаду Тумани Туре во втором туре 12 мая. На парламентских выборах, состоявшихся 14 июля 2002 года, партия получила 45 из 160 мест. 6 дополнительных мест выборы принесли её партнёрам по Альянсу за республику и демократию.
ADEMA-PASJ поддержала переизбрание Туре на президентских выборах в апреле 2007 года. Против этого шага выступил вице-президент партии Сумейлу Бубейе Майга, впоследствии исключённый из партии. На парламентских выборах в июле 2007 года ADEMA-PASJ получила 51 из 147 мест — больше, чем любая другая партия.
Драмане Дембеле, бывший кандидатом ADEMA на президентских выборах в июле 2013 года, занял третье место с 9,6 % голосов. 3 августа 2013 года он объявил о своей поддержке Ибрагима Бубакара Кейты во втором туре, заявив, что «мы в Социалистическом Интернационале, у нас одинаковые ценности». Однако своей поддержкой Кейты он противоречил официальной позиции своей политической силы, которая накануне поддержала соперника Кейты, Сумаейлу Сиссе. В ADEMA подчеркнули, что Дембеле говорит только за себя и что партия всё ещё поддерживает Сиссе.
Девиз АДЕМА — «Труд-Солидарность-Справедливость»; символ — пчела. Нынешний президент партии — Дионкунда Траоре.

## Электоральная история

### Президентские выборы
| Выборы | Кандидат от партии | Голосов    | %          | Голосов    | %          | Результат |
| Выборы | Кандидат от партии | Первый тур | Первый тур | Второй тур | Второй тур | Результат |
| ------ | ------------------ | ---------- | ---------- | ---------- | ---------- | --------- |
| 1992   | Альфа Умар Конаре  | 493973     | 45,0 %     | 655555     | 69,0 %     | Избран    |
| 1997   | Альфа Умар Конаре  | 1395581    | 84,4 %     | -          | -          | Избран    |
| 2002   | Сумайла Сиссе      | 333525     | 21,31 %    | 498503     | 34,99 %    | Проиграл  |
| 2013   | Драмане Дембеле    | 298748     | 9,59 %     | -          | -          | Проиграл  |
| 2018   | -                  | -          | -          | -          | -          | Проиграл  |

### Выборы в Национальное собрание
| выборы        | Голосов | %       | места      | +/-  |
| ------------- | ------- | ------- | ---------- | ---- |
| 1992          | 476254  | 48,4 %  | 76 из 129  | ▲ 76 |
| 1997 (апрель) | 687156  | 42,60 % | 76 из 129  | ▬    |
| 1997 (июль)   | 698690  | 62,8 %  | 128 из 147 | ▲ 52 |
| 2002          |         |         | 53 из 160  | ▼ 75 |
| 2007          |         |         | 51 из 160  | ▼ 2  |
| 2013          | 277517  | 11,5 %  | 16 из 147  | ▼ 35 |
| 2020          |         |         | 24 из 147  | ▲ 8  |